# Pesquera de Duero
Pesquera de Duero ist ein nordspanisches Dorf und eine Gemeinde (municipio) mit 423 Einwohnern (Stand: 2024) in der Provinz Valladolid in der autonomen Region Kastilien-León. 

## Lage
Pesquera de Duero liegt in der kastilischen Hochebene in einer Höhe von etwa 745 m. Die Provinzhauptstadt Valladolid befindet sich gut 43 km (Fahrtstrecke) westlich. Der Duero begrenzt die Gemeinde im Süden. Das Klima im Winter ist durchaus kalt, im Sommer dagegen warm bis heiß; die spärlichen Regenfälle (ca. 539 mm/Jahr) fallen verteilt übers ganze Jahr.

## Bevölkerungsentwicklung
| Jahr      | 1970 | 1981 | 1991 | 2001 | 2011 | 2021 |
| Einwohner | 973  | 651  | 569  | 531  | 535  | 434  |

## Sehenswürdigkeiten

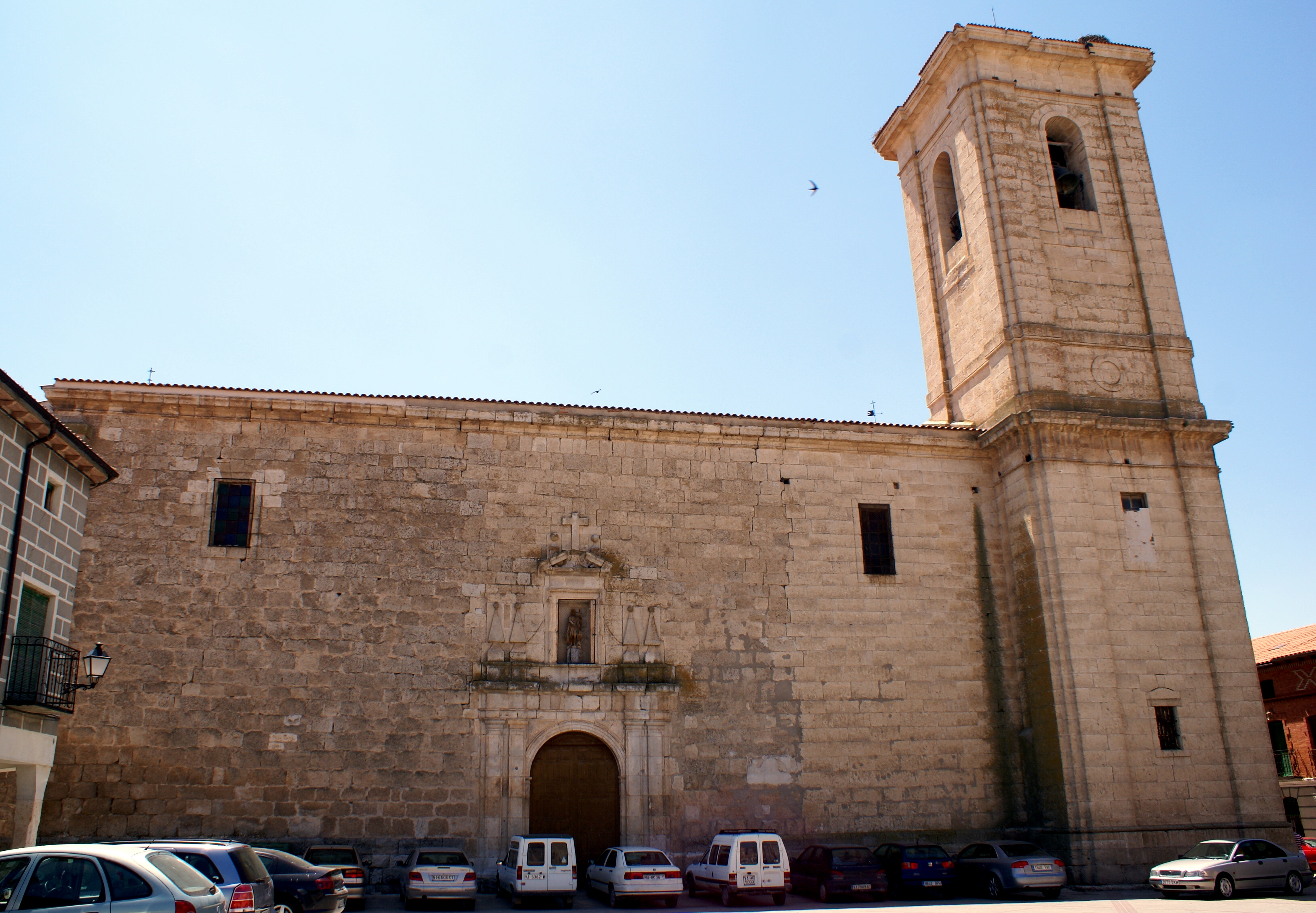
Johannes-der-Täufer-Kirche
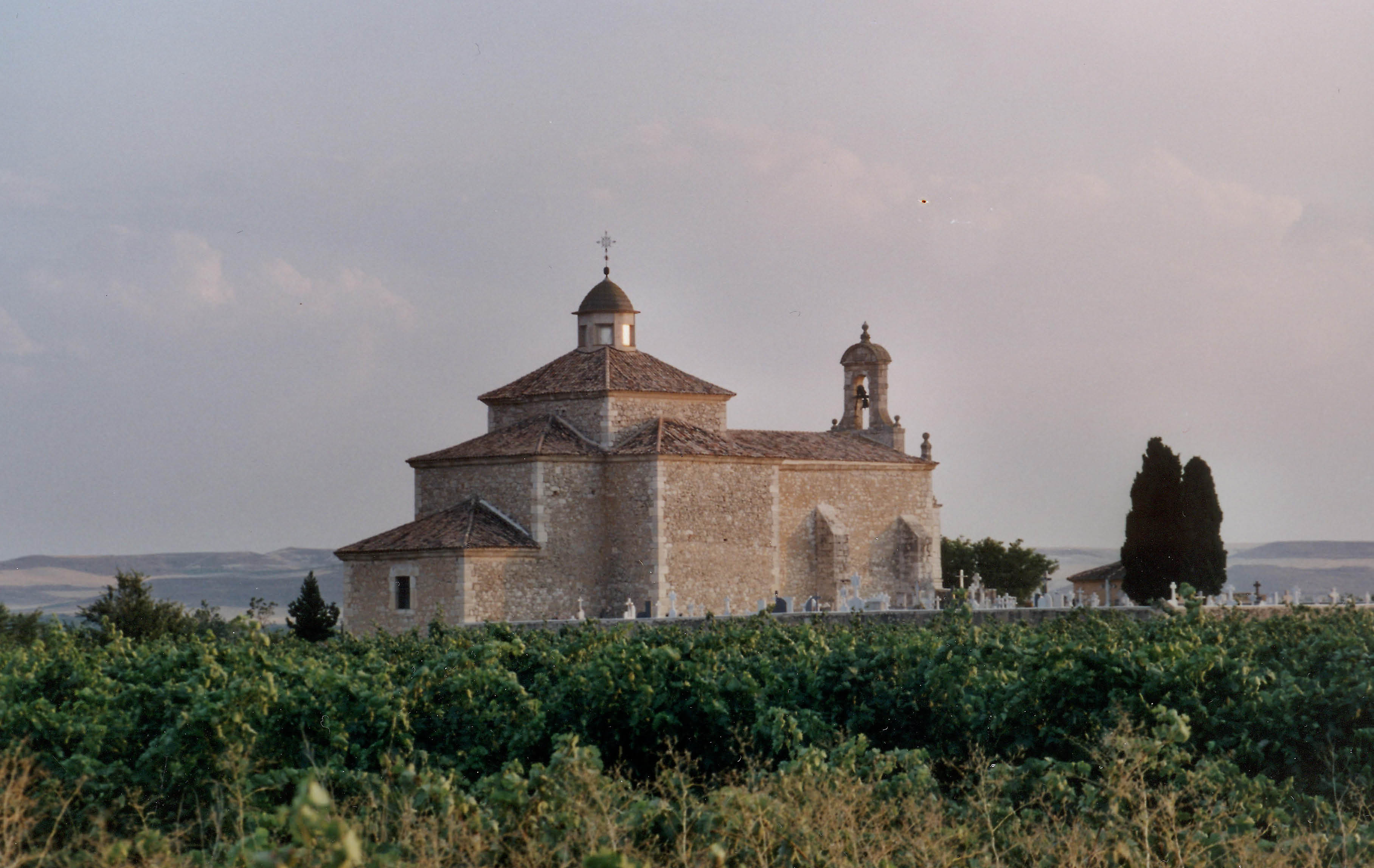
Kapelle

- Sebastianuskapelle
- Peterskapelle

- Johannes-der-Täufer-Kirche
- Kapelle

## Persönlichkeiten
- Teodoro Cardenal Fernández (1916–2006), römisch-katholischer Geistlicher, Erzbischof von Burgos 1983–1992
- Jesús Cardenal (1930–2018), Jurist, Generalstaatsanwalt 1997–2004